# Lynne Watson
Lynne Watson, född 22 november 1952, känd som Lynne Bates efter giftermål, är en australiensk simmare.
Hon vann en silvermedalj i 4x100m medley vid olympiska sommarspelen 1968.